# Alessandro Celin
Alessandro Padovani Celin (Castelo, 11 settembre 1989) è un calciatore brasiliano, attaccante svincolato.

## Carriera
Ha giocato 16 partite nella prima divisione ucraina col Volyn'; in precedenza aveva giocato anche nella massima serie sudcoreana nel Gwangju (una presenza) ed in quella di Hong Kong con il South China (9 presenze), con cui ha anche vinto un campionato. Nella stagione 2016-2017 milita nella prima divisione rumena.

## Palmarès

### Club

#### Competizioni statali
- Campionato Alagoano: 1

ASA: 2011

#### Competizioni nazionali
- Hong Kong First Division League: 1

South China: 2012-2013